# Gustaf Rosenquist
Gustaf Vilhelm Rosenquist est un gymnaste artistique suédois né le 10 septembre 1887 à Jönköping et mort le 22 décembre 1961 à Las Palmas de Gran Canaria.

## Biographie
Gustaf Rosenquist fait partie de l'équipe de Suède qui remporte la médaille d'or aux Jeux olympiques d'été de 1908 se tenant à Londres.